# گراردو گوسی
گراردو گوسی (ایتالیایی: Gherardo Gossi؛ زادهٔ ۱۹۵۸) فیلم‌بردار اهل ایتالیا است. وی دانش‌آموختۀ دانشگاه تورین است.
از فیلم‌ها یا مجموعه‌های تلویزیونی که وی در آن‌ها نقش داشته‌است، می‌توان به فضانورد و خیابانی در پالرمو اشاره نمود.